# Caupolicana curvipes
Caupolicana curvipes är en biart som beskrevs av Heinrich Friese 1898. Caupolicana curvipes ingår i släktet Caupolicana och familjen korttungebin. Inga underarter finns listade.